# Damias simillima
Damias simillima är en fjärilsart som beskrevs av Rothschild 1936. Damias simillima ingår i släktet Damias och familjen björnspinnare. Inga underarter finns listade i Catalogue of Life.